# Lemur širokonosý
Lemur širokonosý (Prolemur simus) je poloopice vyskytující se výhradně na Madagaskaru, jediný druh rodu Prolemur. Tento vzácný lemur ohrožený vyhynutím patří do skupiny tzv. „bambusových lemurů“, je jedním z mála savců kteří se živí téměř výhradně bambusem.

## Výskyt

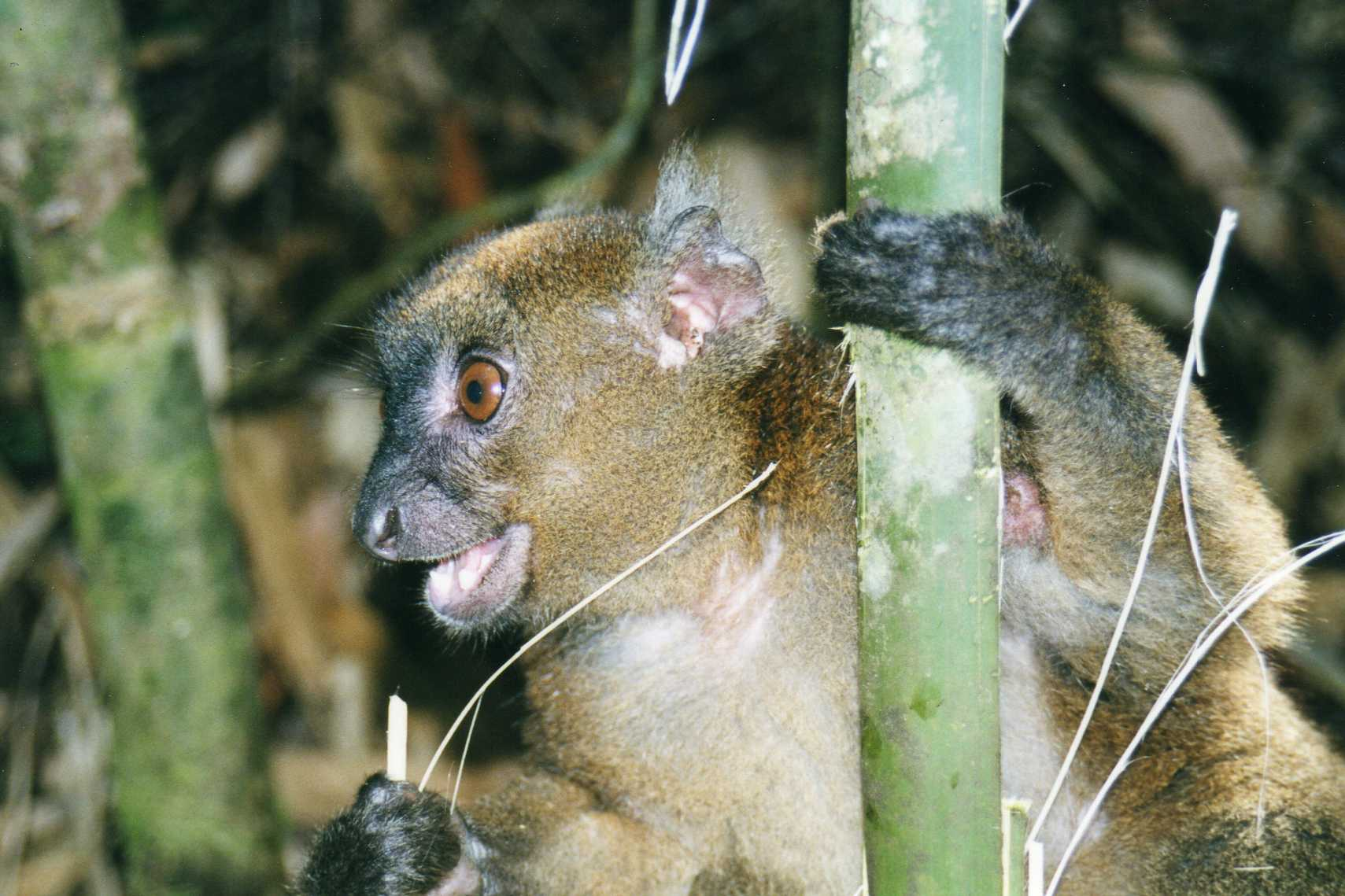
Lemur širokonosý zblízka

Druh byl popsán v roce 1870 a počátkem 20. století se věřilo, že již vyhynul. Znovu byl v madagaskarském deštném pralese objeven až roku 1972, žije pouze v centrální a jižní části na východní straně ostrova. Fosilní pozůstatky ukazují, že v minulosti žil tento druh na rozsáhlém území rozkládající se v severní, severozápadní, střední a východní části Madagaskaru, v současné době se vyskytuje pouze na 3 % svého původního areálu.
Výskyt lemurů širokonosých je v podstatě omezen na chráněné oblasti národních parků Ranomafana a Andringitra kde se vyskytují v nadmořské výšce od 100 do 1600 m. Obývají vlhký původní prales v němž rostou endemické bambusy, nejčastěji druh Cathariostachys madagascariensis který bývá vysoký 15 m a má průměr lodyhy asi 8 cm. V závislosti na své stravě se vyskytují na vlhkých místech poblíž řek kde tento bambus vyrůstá.

## Popis
Oblé tělo i s hlavou mívají dlouhé od 40 do 45 cm a ocas od 43 do 48 cm, větší samci váží průměrně 2,4 kg a samice 2,1 kg; jiné pohlavní rozdíly nejsou viditelné. Srst mají zbarvenou od šedé přes červenohnědou až po olivově hnědou, poněkud tmavší jsou na hlavě, ramenou a horních částech paží. Jejich snadno rozpoznatelným znakem jsou chomáčky bílé srsti na uších a poměrně tupý čenich který dává jejich tváři kulatý vzhled. Dlouhé zadní nohy usnadňují přeskakování z jednoho kmene na druhý, nad lokty předních končetin mají pachové žlázy. Samice mají čtyři mléčné bradavky.

## Chování
Žijí velmi skrytě v těžce prostupných bambusových houštinách. Jsou aktivní především za úsvitu a za soumraku, občas se ale krmí přes den nebo v noci. Chovají se poměrně usedle, většinu času tráví jídlem. Sdružují se ve skupinách po čtyřech až sedmi jedincích, někdy má skupina i dvanáct členů, společně obývají území o rozloze do 1 km². Sociální struktura je nejasná, předpokládá se dominance samců, to je mezi lemury neobvyklé. Žijí někdy ve skupinách s lemury mongoz a lemury šedými. Přestože se jedná o stromová zvířata slézají na zem pít vodu.
Komunikují spolu hlasem, pachem i doteky. Mají dva způsoby hlasitého projevu, jeden je pravděpodobně signál kterým se informují kde se skupina nachází a druhý používají jako varovný v případě ohrožení.

## Strava

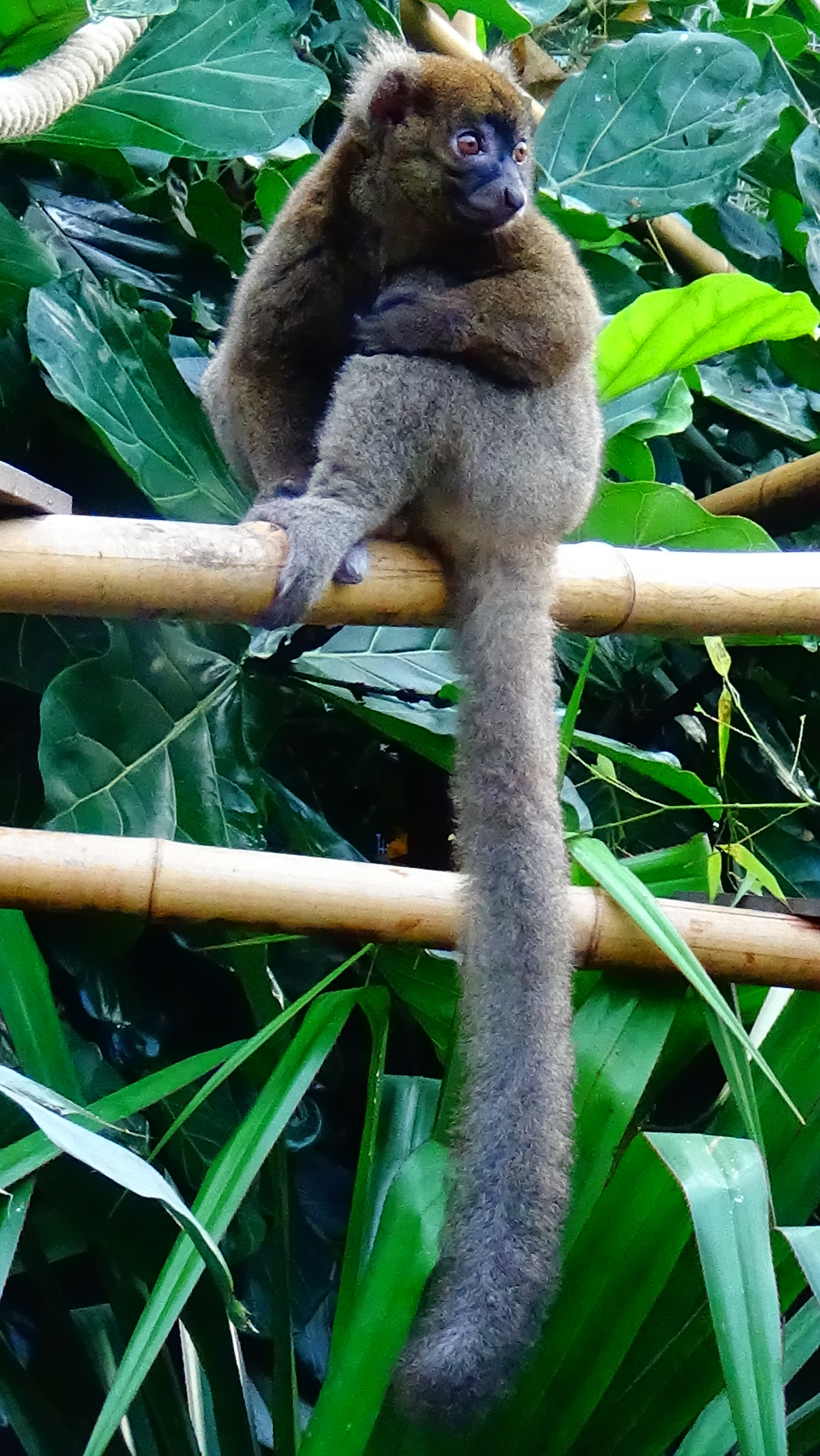
Mládě lemura širokonosého

Jsou to býložravci, jejich málo výživná strava se z 98 % skládá z listů, čerstvých výhonků a dřeně bambusů na jehož rozžvýkání mají specializované stoličky. Není známo, jak se jejich organismus vyrovnává s velkým příjmem kyanidů v čerstvých výhoncích. Staré výhonky a listy obsahují méně kyanidu ale jsou nutričně chudé, mladé mají více kyanidu a jsou nutričně bohaté. Mezi červencem a listopadem, v období sucha, svými silnými čelistmi třepí silné bambusové stonky a požírají měkkou dužinu. Nepatrnou část jejich jídelníčku tvoří různé květy a plody, pro doplnění potřebných minerálů požírají hlínu.

## Rozmnožování
Jsou to zvířata polygamní, páří se od května do června a po 142 až 149 dnech březosti se rodí vždy jedno mládě. Samice s ním zůstává asi pět týdnů, po osmi týdnech se již začíná pohybovat samostatně a v té době o něj pomáhají pečovat bezdětné samice, po osmi měsících se potomci osamostatňují. S nástupem dospělosti mladí samci odcházejí do jiných skupin.

## Ohrožení
Mezi hlavní dravce kteří je loví jsou počítány fosy, v mnoha případech se stávají i lovnou zvěři domorodců kteří je střílejí nebo chytají do pastí. Průměrná délka života je okolo 17 let.
V současnosti má lemur širokonosý ze všech ostatních druhů lemurů nejmenší počet jedinců a ten dále klesá. Ve volné přírodě nyní žije přes 500 jedinců v přibližně jedenácti skupinách. Počet vhodných míst na kterých mohou žít se neustále snižuje nezákonnou těžbou dřeva. Jsou také vypalovány pro lemury životně důležité bambusové porosty a přetvářeny na pole nutná k pěstování nezbytných plodin pro obživu stále rostoucí tamní lidské populace.
Výhled dalšího vývoje tohoto druhu signalizuje i nadále klesající počet jedinců a proto byl lemur širokonosý klasifikován Mezinárodním svazem ochrany přírody (IUCN) jako druh kriticky ohrožený (CR).